# Grand Prix de la Libération
Le Grand Prix de la Libération  est une ancienne épreuve de Coupe du monde disputée aux Pays-Bas de 1988 à 1991. C'est l'ancêtre de la course ProTour Eindhoven Team Time Trial.

## Palmarès
| Année | Vainqueur | Deuxième | Troisième |
| ----- | --- | --- | --- |
| 1988  | Superconfex-Kwantum | Roland-Colnago | PDM-Ultima-Concorde |
| 1988  | Gert Jakobs (NED) Frans Maassen (NED) Jelle Nijdam (NED) Toine Poels (NED) Gerrit Solleveld (NED) Edwig Van Hooydonck (BEL)                                                     | Ronny Van Holen (BEL) John van den Akker (NED) Brian Holm (DEN) Jesper Skibby (DEN) Herman Frison (BEL) John Bogers (NED)                                    | Frank Kersten (NED) Greg LeMond (USA) Jörg Müller (SUI) Stefan Mutter (SUI) Peter Stevenhaagen (NED) Gert-Jan Theunisse (NED)                                          |
| 1989  | TVM-Van Schilt | Super U-Raleigh | Histor-Sigma |
| 1989  | Kim Eriksen (DEN) Eddy Schurer (NED) Jesper Skibby (DEN) Martin Schalkers (NED) Peter Pieters (NED) Johan Capiot (BEL) Jean-Philippe Vandenbrande (BEL) Jacques Hanegraaf (NED) | Yves Bonnamour (FRA) Claude Seguy (FRA) Bjarne Riis (DEN) Pascal Simon (FRA) Gérard Rué (FRA) Vincent Barteau (FRA) Thierry Marie (FRA) Laurent Fignon (FRA) | Brian Holm (DEN) Wilfried Peeters (BEL) Søren Lilholt (DEN) Paul Haghedooren (BEL) Rob Harmeling (NED) Herman Frison (BEL) Etienne De Wilde (BEL) Rik Van Slycke (BEL) |
| 1990  | PDM-Ultima-Concorde | ONCE | Buckler-Colnago |
| 1990  | Uwe Ampler (GDR) Uwe Raab (GDR) Sean Kelly (IRL) Gert Jakobs (NED) Erik Breukink (NED)                                                                                          | Melcior Mauri (ESP) Herminio Díaz Zabala (ESP) Johnny Weltz (DEN) Stephen Hodge (AUS) Marino Lejarreta (ESP)                                                 | Frans Maassen (NED) Jelle Nijdam (NED) Gerrit de Vries (NED) Eric Vanderaerden (BEL)                                                                                   |
| 1991  | Buckler-Colnago | ONCE | Panasonic-Sportlife |
| 1991  | Edwig Van Hooydonck (BEL) Jelle Nijdam (NED) Gerrit de Vries (NED) Patrick Eyk (NED) Wilco Zuijderwijk (NED) Frans Maassen (NED)                                                | Melcior Mauri (ESP) Herminio Díaz Zabala (ESP) Joan Llaneras (ESP) Johnny Weltz (DEN) Stephen Hodge (AUS) Marino Lejarreta (ESP)                             | Dimitri Zhdanov (URS) Olaf Ludwig (GER) Jacques Hanegraaf (NED) Rudy Dhaenens (BEL) Viatcheslav Ekimov (URS) Maurizio Fondriest (ITA)                                  |